# Frente de Liberación de Epiro del Norte
El Frente de Liberación del Epiro del Norte (en griego: Μέτωπο απελευθέρωση Βορείου Ηπείρου (ΜΑΒΗ), Métopo Apelefthérosis Voreíou Ipeírou (MAVI)) también llamado Organización de Liberación del Epirote del Norte (Εθνική απελευθέρωση Βορείου Ηπείρου (ΜΑΒΗ), localizado en el sur de Albania durante la ocupación italiana y alemana de Albania (1942-1944). El grupo operó tras la retirada de las fuerzas griegas de la zona (abril de 1941), contra los invasores italianos, alemanes y ambos contra las organizaciones comunistas y colaboracionistas albanesas.

## Historia
En mayo de 1942 los primeros grupos de resistencia de los Epiro Septentrional aparecieron en el área de Delvina liderados por dos lugareños y ex oficiales del ejército griego: Spyridon Lytos e Ioannis Videlis. Pronto, la población griega local formó varios grupos de resistencia en todo el sur de Albania. Estaban operando en las regiones: Pogon, Lunxhëri, Zagorie, Riza, Himara, Vlorë, Përmet, Leskovik y Korce. [Cita requerida] En junio de 1942 estos grupos se organizaron bajo un liderazgo y se formó el MAVI (también llamado EAOVI). El espíritu principal era Vasilios Sahinis, un nativo de Douvian (Dropull). La organización era una rama del EDES de derecha que operaba en Grecia y su sede se trasladó de un lugar a otro en el sur de Albania.

### Ocupación italiana
La resistencia de Epirote del Norte tomó una acción generalizada en diciembre de 1942, cuando aumentaron los ataques contra los puestos fronterizos controlados por Italia y las estaciones de gendarmería. En las regiones de Zagori, Pogon, Delvina, Sarandë (Vourkos) y Rhize, la actividad guerrillera del MAVI estaba aumentando. Ese período los líderes de la organización recibieron una misión británica en el pueblo de Polican.
Como resultado de esa actividad, las fuerzas de ocupación italianas actuaron, operando con unidades de la milicia fascista albanesa. En marzo de 1943, 160 habitantes de Korce fueron enviados a campos de concentración por presuntas actividades clandestinas con la resistencia de Epirote Septentrional. Además, con la ayuda de las bandas de Balli Kombëtar, las fuerzas de ocupación delinearon planes contra pueblos y ciudades de influencia en Epirote, con el fin de desmoralizarlos.
La misión británica propuso que MAVI y el partido comunista albanés, LNC, deberían colaborar para formar una fuerza más fuerte contra el Eje y colaboracionistas albaneses (Balli Kombëtar), y organizó varias reuniones cerca de Gyrokaster en agosto-septiembre de 1943.
El 8 de agosto, representantes de la resistencia de Epirote del Norte, decidieron unirse al partido comunista solo en ataques específicos contra el Eje, siempre que éste reconozca la autonomía de la región en la posguerra. Aunque los líderes comunistas albaneses estuvieron de acuerdo y se dieron garantías de la misión aliada británica, marcaron en secreto a Vasilis Sahinis para su liquidación.

### Ocupación alemana
En septiembre de 1943, Italia se rindió a los aliados y las tropas alemanas tomaron su lugar en Albania. Los grupos de Epirote pudieron tomar la iniciativa durante un breve período de tiempo.
Durante el período anterior a la rendición de Italia hasta que prevaleció el partido comunista (1943-1944) se produjeron feroces combates entre MAVI y grupos armados combinados de alemanes y nacionalistas albaneses de Balli Kombëtar (Ballistas). Los resultados fueron devastadores, muchas bandas de Ballist saquearon y quemaron pueblos a su paso, fusilaron a los habitantes a tiros, sin importar el sexo o la edad, quemaron las casas, algunas de las cuales quedaron encerradas con sus ocupantes dentro y ahorcaron a los sacerdotes del pueblo. En algunas ocasiones las operaciones fueron observadas por oficiales alemanes. En Moscopole, el histórico monasterio de San Juan Bautista fue destruido como resultado de estas acciones.
Vasilios Sachinis también protestó ante las Fuerzas de Ocupación italianas, acusándolas de apoyar diversas actividades de los grupos de resistencia albaneses contra la población griega local. Finalmente se convirtió en el objetivo de los comunistas albaneses. Sachinis fue asesinado el 17 de noviembre de 1943, cuando el partido comunista albanés atacó Gjirokastra.
En febrero de 1944, las regiones que estaban bajo el control de la resistencia del Epirote Septentrional fueron tomadas por los partisanos de FNC. La última acción registrada fue durante octubre de 1944 cuando una banda de Epirote tendió una emboscada a las tropas alemanas y capturó a sus oficiales. Sin embargo, debido al fracaso diplomático de la misión británica y las acciones no provocadas de la resistencia comunista liderada por Enver Hoxha, las MAVI estaban condenadas.

## Consecuencias
En los ataques y crímenes contra pueblos y ciudades de Balli Kombëtar apoyados por el Eje, más de 2.000 griegos fueron asesinados, 5.000 encarcelados y 2000 rehenes llevados a campos de concentración. Además, se destruyeron 15.000 hogares, escuelas e iglesias.

## Ataques en los 80´s y 90´s
En 1984, un atentado con un coche bomba mató al embajador de Albania en Grecia, y el 10 de abril de 1994, cuando dos oficiales albaneses fueron asesinados en un puesto fronterizo en la frontera greco-albanesa, la responsabilidad fue reivindicada por una organización paramilitar de extrema derecha que tenía el mismo nombre. Días después, las autoridades albanesas arrestan a seis militantes de etnia griega acusados de promover el separatismo y sospechar vínculos con los servicios de inteligencia griegos.
Sin embargo, no existe un vínculo claro entre las dos organizaciones. Según informes de prensa, la organización de resistencia de la Segunda Guerra Mundial, probablemente se disolvió durante la década de 1940. El grupo se atribuye la responsabilidad de un coche bomba en la embajada de Albania en Attica, Grecia, que no dejó víctimas.